# Muck (Scozia)
Muck (5,59 km²) è un'isola sull'Oceano Atlantico della Scozia nord-occidentale, facente parte dell'arcipelago delle isole Ebridi Interne e, più precisamente, del sottogruppo delle isole Small È la più piccola delle quattro isole che compongono questo sottogruppo; conta una popolazione pari a circa 40 abitanti.
Centro principale dell'isola è Port Mòr. Altro centro abitato è Gallanach.

## Geografia

### Collocazione
Muck si trova  nel Sound of Arisaig, a sud-ovest dell'isola di Eigg.

### Dimensioni e territorio
L'isola di Muck misura circa 2,5 miglia in lunghezza.
Il punto più elevato dell'isola è rappresentato dal Beinn Airein, che raggiunge un'altitudine di 137 metri.

## Storia
I primi insediamenti umani sull'isola risalgono probabilmente al Mesolitico.
Agli inizi del XIX secolo, epoca in cui l'isola aveva raggiunto una popolazione di oltre 300 abitanti , Muck era di proprietà del clan MacLeans.
Nel 1828, i MacLeans decisero di sfrattare circa metà della popolazione dell'isola. Alla popolazione rimasta sull'isola fu concesso di vivere nei dintorni di Port Mòr, dove iniziò a dedicarsi alla pesca..
Nel 1838, furono introdotte sull'isola le pecore.
In seguito, sempre nel corso del XIX secolo, Muck cambiò spesso proprietario, passando nelle mani di James Thorburn  (1845), David Weir (1878) e di Robert Lawrie Thomson (1896).